# راسلویل (آلاباما)
راسلویل (به انگلیسی: Russellville) شهری در شهرستان فرانکلین ایالت آلاباما است که مساحت آن ۳۴٫۹۸ کیلومتر مربع است و در سرشماری سال ۲۰۱۰ میلادی، ۹٬۸۳۰ نفر جمعیت داشته و تراکم جمعیتی آن، ۲۸۱٫۰۲ نفر در هر کیلومتر مربع بوده است.

## موقعیت جغرافیایی
موقعیت جغرافیایی شهرها و مناطق اطراف به شرح زیر است: